# David Sousa Albino
David Sousa (Rio de Janeiro, 4 juli 2001) is een Braziliaans voetballer die doorgaans als verdediger speelt. Sinds januari 2024 komt hij uit voor RWDM.

## Clubcarrière
Sousa speelde in de jeugd bij Botafogo FR en speelde er 22 wedstrijden voor het eerste elftal. In 2021 trok hij als huurling voor twee seizoenen naar Cercle Brugge. Sousa kwam door blessureleed enkel in het seizoen 2021/22 in actie voor groen-zwart. In januari 2024 haalde RWDM, de Belgische zusterclub van Botafogo, hem terug naar de Jupiler Pro League. Sousa ondertekende een contract van een half seizoen bij RWDM, dat hem op definitieve basis overnam van Botafogo.